# Локоток
Локото́к (рос. Локоток) — селище у складі Зміїногорського району Алтайського краю, Росія. Входить до складу Октябрської сільської ради.

## Населення
Населення — 145 осіб (2010; 206 у 2002).
Національний склад (станом на 2002 рік):
- росіяни — 99 %